# Візуальна ідентифікація
Візуалізація корпоративної культури (англ. visualization of  corporate culture) - це відображення культури підприємства, її окремих елементів за допомогою художніх і графічних засобів, стилістичних прийомів, які забезпечують формування єдиного образу фірми на всіх напрямках її діяльності.
Символіка або зовнішні прояви КК -  це засоби за допомогою яких ціннісні орієнтації розповсюджуються на членів організації та зовнішнє оточення. Зовнішні прояви складають найвищий рівень КК.

## До основних складових візуалізації належать
- Корпоративний кодекс [джерело?]
- Фірмова символіка
- Свята [джерело?]
- Ділова етика [джерело?]
- Міфи [джерело?]
- Валеологія підприємств [джерело?]

Корпоративний кодекс — це норми і правила, які описують загальні і конкрені моделі поведінки, стандарти відносин і спільної діяльності в компанії.
Корпоративний кодекс виступає втіленням філософії компанії. У ньому, зокрема, закріплюються добровільні зобов'язання перед працівниками та зовнішнім світом, які компанія приймає на себе окрім тих, що передбачені законодавством. Кодекс декларує більш високий рівень ділової культури, передбачає дотримання високих ідейних принципів і норм, сприяє чіткому позиціонуванню компанії по відношенню до своїх клієнтів і співробітників.

### Кодекс використовується
- Як інструмент управління— регулювати поведінку співробітників на робочому місці.
- Як інструмент розвитку (підтримання) корпоративної культури— чітко позначати основні цілі та цінності компанії і посилювати корпоративну ідентичність суб'єктів корпорації всіх рівнів (акціонерів, керівництва, персоналу).
- Як інструмент підвищення інвестиційної привабливості.

Корпоративні кодекси приймаються, насамперед, з метою поліпшення корпоративного управління конфліктів. Належний рівень такого управління істотно зменшує ризик виникнення розбіжностей. Для ефективного управління сучасний менеджер повинен враховувати всю сукупність інтересів (клієнтів, найманих працівників, постачальників, конкурентів, уряду).
Також до корпоративного кодексу можуть бути додані плакати з візуалізацією моральних цінностей, які трактують корпоративні норми поведінки та характеру.
Фірмова символіка. Виступає одним з найважливіших елементів, так як, наглядно демонструє фірму в очах оточуючих за допомогою своїх констант.
Фі́рмовий сти́ль – це набір кольорових, графічних, словесних, типографічних, дизайнерських, постійних елементів (констант), що забезпечують візуальну і змістову єдність товарів (послуг) усієї висхідної від фірми інформації, її внутрішнього оформлення.
 Основні складові фірмового стилю:                                                             
- Товарний знак
- Логотип
- Слоган
- Фірмовий блок
- Фірмові кольори

- Фірмовий комплект шрифтів

- Фірмові константи

Фірмові константи - це елементи, які постійно є в наявності і роблять фірму пізнавальною, за різних умов, у будь-яких ситуаціях( наприклад фірмовий герой).
Логотип - це символ, малюнок, знак або їх поєднання, що ідентифікуються з товаром, послугою, продавцем, виробником, посередником. Символізує фірму, вирізняє її від конкурентів. 
Фірмовий колір.При підборі кольорів слід враховуватизакони колірної гармонії - ефективне поєднання кольорів та вплив кольору на фізіологію людини.

## Список використаних джерел
1. Душа организации /Гэлэгер Ричард  -  ДОБРАЯ КНИГА, 2006 - 352 с.
2. Етика : Навчальний посібник / Мовчан В. С - К.: Знання, 2007.- 483 c.
3. Имиджи организации/ Морган Г.-М.: Вершина. 2006. - 416 с.
4. Корпоративная культура: Учебное пособие/ под общей редакцией Г. Л. Хаета - К.: Центр учебной литературы, 2003.- 403 с.
5. Сердце компании. Почему организационная культура значит больше, чем стратегия или финансы / Ленсиони Патрик -  МАНН, ИВАНОВ И ФЕРБЕР. 2013.- 224 с.
6. http://ua-referat.com/Значення_вибору_кольору_при_розробці_фірмового_стилю [Архівовано 23 лютого 2020 у Wayback Machine.]
7. http://magazine.hrm.ru/korporativnyjj-kodeks-chto-zakazyvajut-i-chto-v-itoge-poluchaetsja [Архівовано 16 грудня 2014 у Wayback Machine.]
8. http://e-works.com.ua/work/5613_Firmovii_stil_ponyattya_rozrobka.html [Архівовано 16 грудня 2014 у Wayback Machine.]
9. https://web.archive.org/web/20141216060322/http://agon.by/yarkaya-vizualizaciya-korporativnogo-kodeksa-i-korporativnoj-kultury-ot-studii-sorokina-dlya-m8/
10. http://hr-portal.ru/tags/korporativnaya-kultura [Архівовано 6 листопада 2014 у Wayback Machine.]